# Tindaria dicofania
Tindaria dicofania är en musselart som beskrevs av Dall 1916. Tindaria dicofania ingår i släktet Tindaria och familjen tandmusslor. Inga underarter finns listade i Catalogue of Life.